# Pont al torrent Rissec
El Pont al torrent Rissec és una obra de Terrades (Alt Empordà) inclosa a l'Inventari del Patrimoni Arquitectònic de Catalunya.

## Descripció
Situat dins del nucli urbà de la població de Terrades, a la banda de ponent del terme, damunt del curs del torrent del Rissec, donant accés al nucli i al barri del Mas.
Es tracta d'un pont format per un sol arc rebaixat, bastit amb maons disposats a sardinell a les cares exteriors, i disposats a pla a l'interior de la volta. L'arc se sustenta als marges del curs del riu, que ha estat canalitzat, els quals són bastits en pedra lligada amb morter. La barana també està bastida en pedra disposada irregularment i el paviment ha estat restituït.